# Gueberschwihr
Gueberschwihr település Franciaországban, Haut-Rhin megyében. Lakosainak száma 825 fő (2022. január 1.). Gueberschwihr Pfaffenheim, Hattstatt, Soultzbach-les-Bains, Griesbach-au-Val, Eschbach-au-Val, Wasserbourg és Soultzmatt községekkel határos.

## Népesség
A település népességének változása:
| Lakosok száma | 829  | 838  | 861  | 837  | 848  | 854  | 859  | 843  | 825  |
|               | 2013 | 2015 | 2016 | 2017 | 2018 | 2019 | 2020 | 2021 | 2022 |